# Ектор Карвальйо
Ектор Карвальйо (ісп. Andrés Héctor Carvallo Acosta, 8 листопада 1862, Асунсьйон, Парагвай — 16 серпня 1934, Асунсьйон, Парагвай) — парагвайський державний діяч, президент Парагваю (1902).

## Життєпис
Народився у 1862 в Асунсьйоні, його батьком був виходець з Чилі Еметеріо Карвальйо. У віці 27 років був обраний до парламенту, де проявив себе як видатний оратор.
Коли у 1898 президентом країни був обраний Еміліо Асеваль, то Андрес Карвальйо став при ньому віце-президентом.
9 січня 1902 президент Асеваль був зміщений зі своєї посади військовими, і до чергових виборів пост президента був переданий віце-президенту Карвальйо. Під час його недовгого перебування при владі були засновані сталі представництва Парагваю в республіках Тихоокеанського узбережжя (Чилі, Болівії, Перу) і США, а також випущені у обіг нікелеві монети.